# Rochester (Australia)
Rochester – miasto w Australii, w stanie Wiktoria.